# Supah Ninjas
Supah Ninjas est une série télévisée d'action et de comédie américaine en 39 épisodes de 23 minutes créée par Leo Chu et Eric Garcia diffusée entre le 17 janvier 2011 et le 27 avril 2013 sur Nickelodeon.
En France, elle est diffusée depuis le 18 janvier 2012 sur Nickelodeon France.

## Synopsis
Après la mort de son grand-père, Mike Fukunaga, un adolescent, reçoit une mystérieuse lettre qui lui apprend qu'il est issu d'une longue lignée de ninjas. Avec ses amis Owen et Amanda, ils rejoignent une école de ninjas et sont formés par un hologramme du grand-père de Mike pour lutter contre le crime dans la ville d'Empire City.

## Distribution

### Acteurs principaux
- Ryan Potter (VF : Gabriel Bismuth-Bienaimé) : Mike Fukunaga
- Carlos Knight (en) (VF : Jonathan Amram) : Owen Reynolds
- Gracie Dzienny : Amanda McKay
- George Takei : grand-père Fukunaga, "L'holoancêtre"

### Acteurs secondaires
- Brandon Soo Hoo (VF : Hervé Grull) : Connor
- Jordan Nichols (VF : Benjamin Bollen) : Cameron Vanhauser
- Vince Corazza (VF : Jerome Wiggins) : Mallini le Magnifique
- Jennifer Holland (VF : Marie Chevalot) : Melanie
- Steve Monroe (VF : Jerome Wiggins) : Frostbite l'Engeleur
- Daniel Romer (VF : Nathanel Alimi) : Trumbull
- Jonny Weston (VF : Adrien Solis) : James / Spider
- Mike Moh : un homme de main de Flint / Ishina Ninja / Raymond / le voleur

- Version française
  - Société de doublage : Studio Chinkel[2]
  - Direction artistique : Gilbert Levy[2]

 Source et légende : version française (VF) sur RS Doublage

### Guest-stars
- Sabrina Bryan : Andréa (épisode 14, saison 2)

## Épisodes
| Saison | Saison | Épisodes | États-Unis      | États-Unis      |
| Saison | Saison | Épisodes | Début           | Fin             |
| ------ | ------ | -------- | --------------- | --------------- |
|        | 1      | 26       | 17 janvier 2011 | 28 janvier 2012 |
|        | 2      | 13       | 9 février 2012  |                 |

### Première saison (2011-2012)
1. Les héros de l'ombre (Pilot)
2. La Lanceuse de Couteaux (Katara)
3. Harley Deux Tonnes (Two Ton Harley)
4. Echec et mat (Checkmate)
5. Les déflagrateurs (Subsiders)
6. Monsieur Bradford (M. Bradford)
7. Komodo (Komodo)
8. Mille-Faciès (Jelly Face)
9. Le Collectionneur (Dollhouse)
10. X (X)
11. Le boteur de fesses(Kickbutt)
12. Mallini, le magnifique (The Magnificent)
13. L'Académie Morningstar (Morningstar Academy)
14. DJ Elephant(DJ Elephant Head)
15. La femme serpent (Snakeskin)
16. Docteur Eternum (Eternum)
17. Le clan Ishina (1/2) (Ishina (1/2))
18. La clan Ishina (2/2) (Ishina (2/2))
19. La secousse (Quake)
20. Mécanov (Mechanov)
21. Heures de colle (Detention)
22. Le gang des squelettes(Skeleton Crew)
23. Lumière (Limelight)
24. L'engeleur (Frostbite)
25. L'intervention ninja (Ninja Intervention)
26. Cousin Connor (Cousin Connor)

### Deuxième saison (2013)
Le 14 mars 2012, la série a été renouvelée pour une seconde saison de 13 épisodes. Le tournage a commencé le 18 juin 2012 au 31st Street Studios dans le Strip District en Pennsylvanie et la diffusion a débuté le 9 février 2013.
1. Titre en français inconnu (The Con Man)
2. Titre en français inconnu (Flint Forster)
3. Titre en français inconnu (Shadow Fly)
4. Titre en français inconnu (Grounded Ninja)
5. Titre en français inconnu (Kid Q)
6. Titre en français inconnu (Cheer Fever)
7. Titre en français inconnu (The Ishina Strike Back)
8. Titre en français inconnu (Enter the Dojo)
9. Titre en français inconnu (Finding Forster)
10. Titre en français inconnu (Wallflower)
11. Titre en français inconnu (M@yhem)
12. Titre en français inconnu (Spring Fling)
13. Titre en français inconnu (The Floating Sword)

## Commentaires
- Le 7 mai 2013, la série a été annulée[4].

## Autour de la série

### Personnages
Mike Fukunaga : Mike est le protagoniste. Mike est calme et timide, n'ayant jamais tout à fait réalisé son potentiel. Dans le pilote, il est dit qu'il fait partie d'un fan-club de Star Wars. Il découvre un dojo souterrain secret sous son lit, où un hologramme de son défunt grand-père attend pour le former dans les techniques d'un ninja. Mike découvre qu'il est le dernier d'une longue lignée familiale de ninjas, et apprend en fin de compte sur la ninjattitude, l'amitié, et la romance tout en supprimant les méchants de Empire City. Comme l'a dit L'Holoancêtre, ses réflexes font de lui un garçon incroyablement polyvalent et adaptable. Ses armes sont une paire de nunchaku et son collier est un shuriken déguisé. Mike semble également montrer ses sentiments pour son amie Amanda.
Owen Reynolds : Le meilleur ami de Mike, co-Supah Ninja, et deutéragoniste de la série. Un peu excentrique, Owen a tendance à réagir de façon excessive, mais il est un puissant guerrier et sage néanmoins maladroit. Owen aime beaucoup la nourriture, il mange même lorsque le trio à de gros problèmes à traiter. Owen est connu pour être paresseux à certains moments. Il est le seul personnage à appeler grand-père Fukunaga "L'Holoancêtre". Comme l'a dit L'Holoancêtre, ses instincts lui font peur. Son arme est une Bō personnelle. Il essaie toujours d'impressionner les filles, spécialement Kelly (la meilleure amie d'Amanda). C'est aussi le comique du groupe .
Amanda McKay  : Amanda est une tritagoniste. Elle réussit à les faire chanter en échange de ne pas dévoiler leur secret à tout le monde, et devient ainsi le troisième membre du groupe. Sa famille est riche, et sont les propriétaires de casinos McKay. Elle embrassa Mike pour distraire Katara. Dans l'épisode, «La secousse», elle commence à avoir des sentiments pour Mike, et indique en permanence des signes de jalousie envers lui et Julie. Comme l'a dit L'Holoancêtre, elle se distingue du reste du groupe en raison de son caractère méthodique. Ses armes sont une paire de tonfa.
L'Holoancêtre : le sensei des Supah Ninjas et le défunt grand-père de Mike. C'est un hologramme portant l'héritage ninja de la famille. Il guide et entraine les Supah Ninja dans un souterrain high-tech dojo, et utilise un robot pour les entraîner à se battre.